# Magas-bükk
A Magas-bükk egy hegy a Gyergyói-havasokban, Hargita megyében. Délnyugati oldalából ered Erdély egyik legnagyobb folyója, az Olt.

## Külső hivatkozások
- Túraútvonal az Olt forrásához